# 2014 CW14
2014 CW14, também escrito como 2014 CW14, é um corpo celeste que é classificado como um damocloide, numa classificação estendida de centauros. Ele possui uma magnitude absoluta de 14,2 e tem um diâmetro estimado de cerca de 6 km.

## Descoberta
2014 CW14 foi descoberto no dia 10 de fevereiro de 2014 pelo Mt. Lemmon Survey.

## Órbita
A órbita de 2014 CW14 tem uma excentricidade de 0,8660068 e possui um semieixo maior de 32,2308415 UA. O seu periélio leva o mesmo a uma distância de 4,3187133 UA em relação ao Sol e seu afélio a 60,143 UA.